# Medak (huyện)
Huyện Medak là một huyện thuộc bang Telangana, Ấn Độ. Thủ phủ huyện Medak đóng ở Sangareddi. Huyện Medak có diện tích 9699 ki lô mét vuông. Đến thời điểm năm 2001, huyện Medak có dân số 2662296 người.

## Hành chính
Huyện được phân thành 3 phó huyện (Medak, Narsapur và Tupran) và 20 mandal.
1. Medak
2. Havelighanapur
3. Papannapet
4. Shankarampet-R
5. Ramayampet
6. Nizampet
7. Shankarampet-A
8. Tekmal
9. Alladurg
10. Regode
11. Yeldurthy
12. Chegunta
13. Narsingi
14. Toopran
15. Manoharabad
16. Narsapur
17. Kowdipally
18. Kulcharam
19. Chilpched
20. Shivampet